# Семенівка (Львівський район)
Семені́вка — село в Україні, у Львівському районі Львівської області. Населення становить 1933 особи. Орган місцевого самоврядування — Пустомитівська міська рада.
Село знаходиться між Пустомитами та Щирцем. Неподалік села є залізнична зупинка з однойменною назвою. Основна дорога зі Львова на Щирець проходить трохи осторонь села. 

## Історія
Вважається, що село засноване у 1397 р. Василь Лаба вважає, що село виникло на місці давнього монастиря св. Симона в період XI-XII ст. Звідси і походження назви села. Перша письмова згадка про Семенівку відноситься до 1443 р. В люстрації села з 1469 р. зазначено, що привілей на війтівство у ньому король надав сандомирському воєводі Тарновському. "14 липня 1446 р. в старому руському селі, званому селом св. Симона або "Семеновою Волею" було продано місцеве солтиство Янові з Чепова за 140 гривень разом з врожаєм з полів, корчмою та медовими бортями". У документі 1469 р. зазначено, що Семенова Воля та Хоросно віддані в користування Йогану Чирану.
У податковому реєстрі 1515 року в селі документується млин і 3 лани (близько 75 га) оброблюваної землі та ще 12 ланів тимчасово вільної.
Власник села — щирецький староста Александр Ян Потоцький — був фундатором римо-католицької парафії (1660 року), співфундатором будівництва костелу святого Мартина в селі. Його син — львівський каштелян Юзеф Потоцький — мав тут свою улюблену садибу.
З 1764 по 1821 рр. селом володіли представники графської родини Потоцьких, гербу Пилява. У земельній метриці тих років зазначено, що в селі було 238 хат та 188 господарів. У 1901 р. в Семенівці було 246 греко-католиків, а в 1939 р. залишилося лише 16 українських родин. За селом закріплено 2178 га землі.
У 1901 в селі було 246 греко-католиків, а в 1939 році — лише 16 українських родин. На початку лютого 1919 р. в селі стояв на короткому відпочинку I- й курінь УСС. Тут формувалась бригада УСС. У 1918 р. багато поляків було інтерновано владою ЗУНР біля м. Коломиї. Під час українсько- польської війни активізувались польські шовіністичні елементи. 1 липня 1923 р. польська боївка нападала на хати українців в Милошовичах, поліція не звертала уваги на ці терористичні акції. 
В березні 1944 року частина римо-католиків Семенівки склала основу банди, що брала участь у нападі на село Черепин, внаслідок якого було вбито 21 особу української національності, в тому числі і місцевого священика.
У 1946 р. було відкрито сільську бібліотеку, пошту, медпункт, які знаходилися у одному приміщенні з сільською радою.
У 1982 р. було збудовано дитячий садок, та нове приміщення для сільської ради в якому поселилася сільська бібліотека і пошта.
3 грудня 1989 р. в. Семенівці створено осередок Товариства української мови ім. Т. Шевченка. В осередок вступило понад 80 активістів. Головою осередку стала Ганна Степанівна Мороз (Сомик).

## Пам'ятки

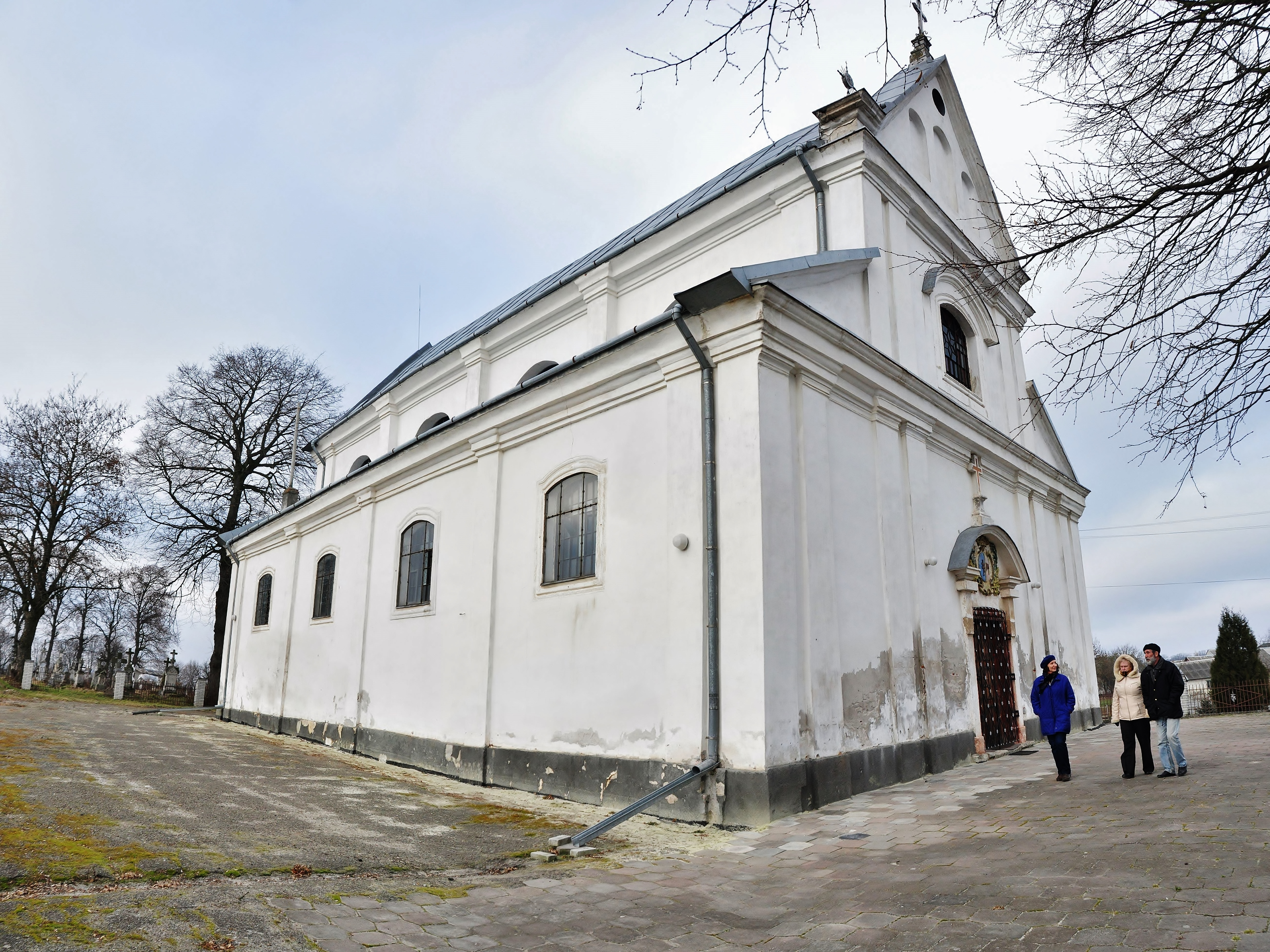
Костел св. Мартина

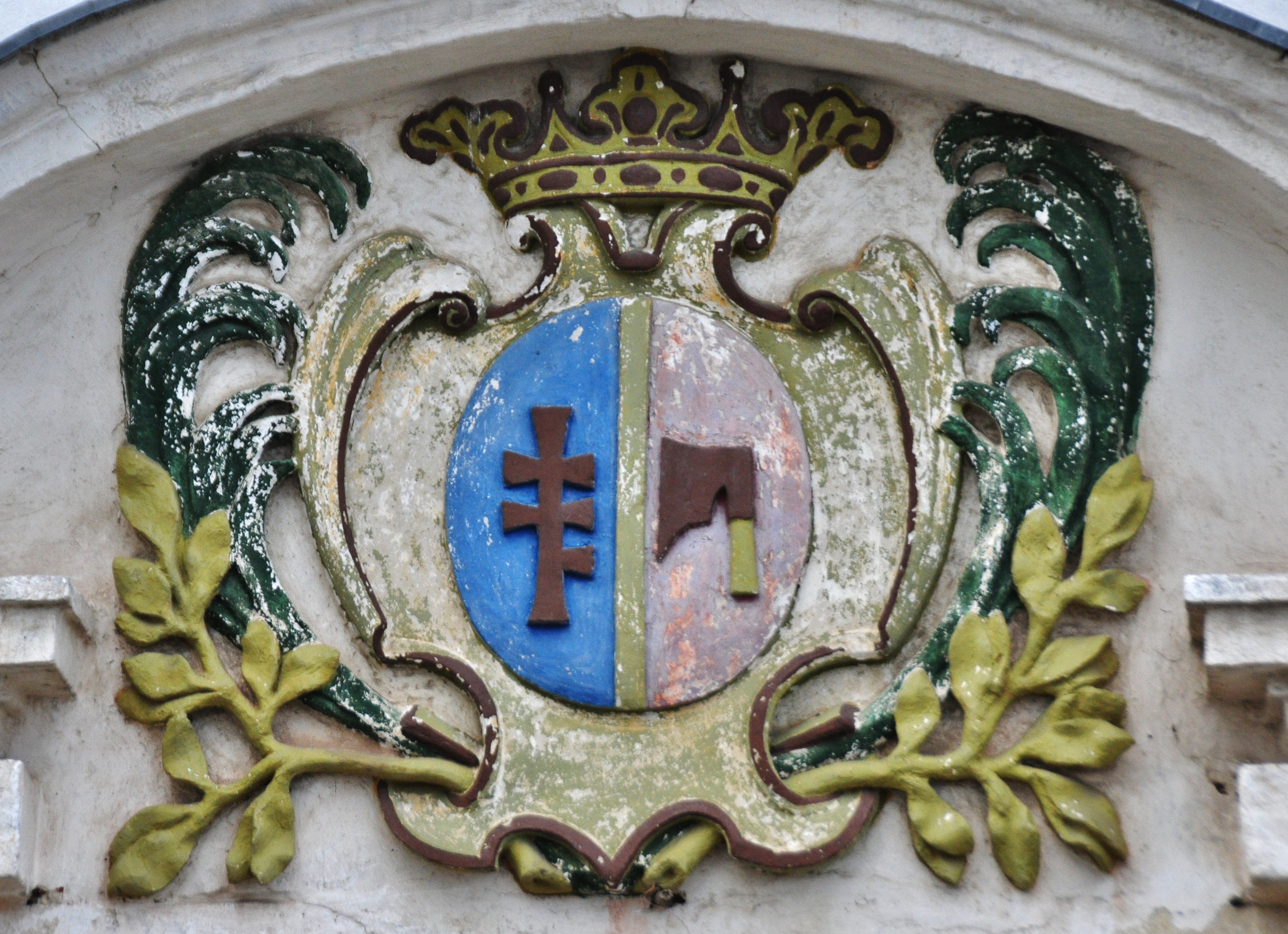
Герб родини Потоцьких над входом до костелу

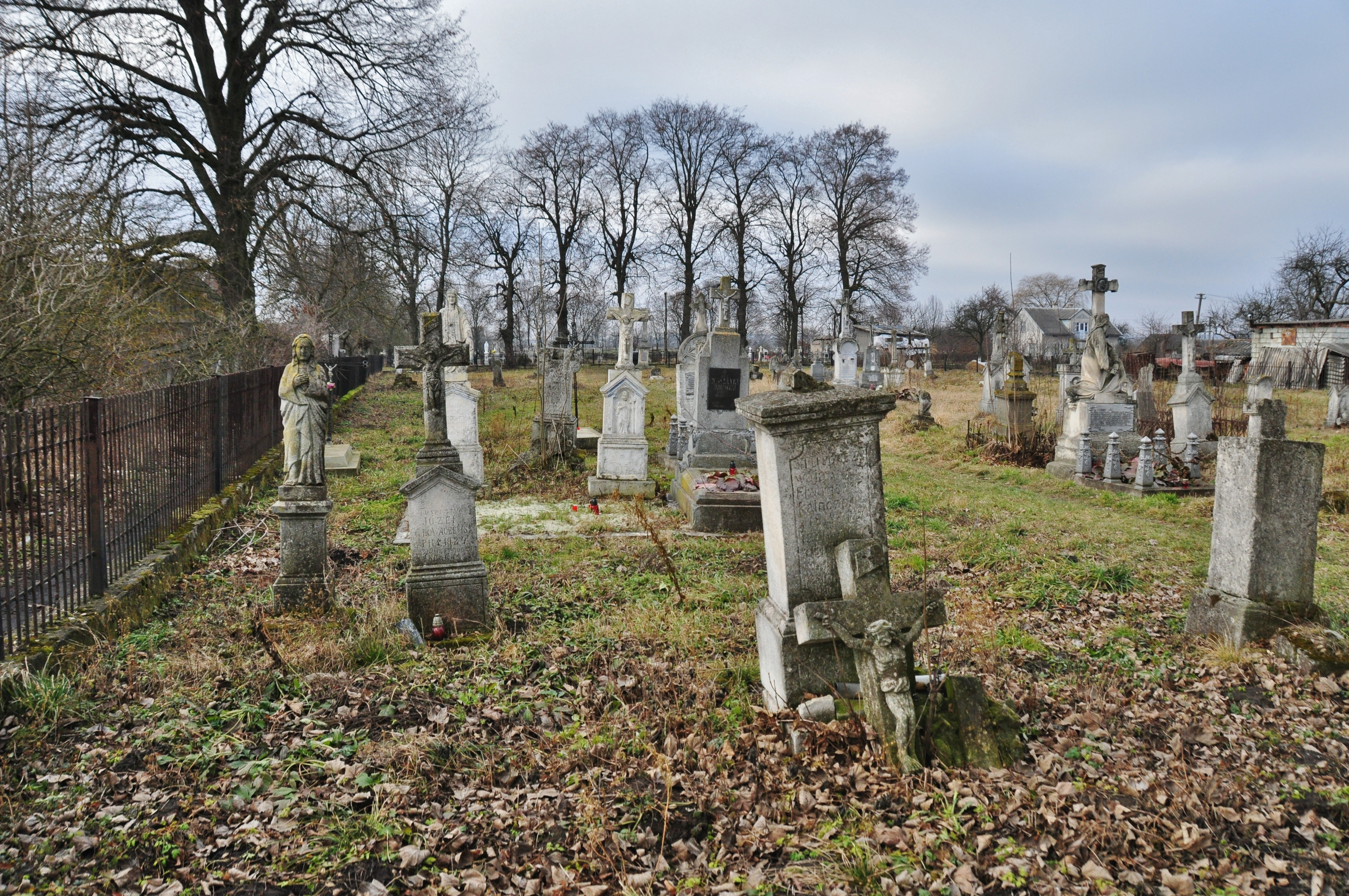
Цвинтар за костелом

Дерев'яна церква збудована селянами з дозволу короля у 1718 році з соснового дерева на дубових фундаментах. На надпоріжнику південних дверей є різьблений напис: «Року Божого 1718 дня 31 місяця червня». Біля церкви дерев'яна дзвіниця з 4-ма дзвонами. У дерев'яній церкві Св. Арх. Михайла у 1930-х роках ще періодично відбувались богослужіння, які проводив священик з сусідніх Милошевич. На них приходили також українці з цього села, висловлюючи таким чином підтримку жменьці місцевих українців. Невідомо, як вдалося вистояти у ті складні часи скромній церковці. До 1939 р. вона перебувала під опікою місцевих спадкоємців Християна Штавфера. Церква у користуванні громади УГКЦ. Пам'ятка архітектури національного значення . Церква стоїть на невеликому горбочку при в'їзді в село з боку Пустомит, оточена старими липами.
За діючим римо-католицьким костелом св. Мартина (будівництво завершене в 1722 році) разом з костелами Успіння Пресвятої Діви Марії (в Рудках), Святої Трійці (в Усті-Зеленому) і Радимно належить до групи тринавних храмів, що характеризуються, зокрема, скромними лінійними архітектонічними поділами  Є невеликий старий цвинтар, на якому частково збереглися могили визначних сільчан польського та німецького походження. На одному з сучасних хрестів напис польською мовою «Жертвам Каїнових днів 1944 року в Семенівці й околиці. Цей знак встановлений земляками. 1944—1994» Йдеться, очевидно, про жертви сутичок між польськими боївками АК та українськими збройними формуваннями, а також загиблих цивільних осіб.

## Населення
Станом на 1880 рік мешкало 1794 римо-католиків і 169 греко-католиків.
За даними всеукраїнського перепису населення 2001 року, в селі мешкало 2104 особи. Мовний склад села був таким:
| Мова       | Число ос. | Відсоток |
| ---------- | --------- | -------- |
| українська | 1 952     | 92,78    |
| польська   | 137       | 6,51     |
| російська  | 14        | 0,67     |
| інші мови  | 1         | 0,04     |

## Підприємництво
У селі працюють ТзОВ «Агродрім» (Олена Дяченко) та фермерське господарство «Цезар» (Дмитро Шкляренко) — обидва спеціалізуються на рослинництві. Фермерське господарство «Радвань-нова» (Антон Мільчевич) спеціалізується на вівчарстві, а ТзОВ «Флорагард» (Ганна Гржевська) займається вирощуванням туй.
Ще одне фермерське господарство «Улар» (Олег Пупа), належало до промислових підприємств — окрім рослинництва, займалося птахівництвом. Однак воно перебралося у Миколаївський район.

## Відомі люди

### Народилися
- Володимир Вуйцик (1934—2002) — вчений-архівіст, історик мистецтва, знавець і дослідник Львова, мистецької спадщини західноукраїнських земель, дійсний член Наукового Товариства імені Шевченка, член Реставраційної ради Львівської митрополії, Товариства шанувальників Львова, Комісії міської Ради з перейменувань вулиць Львова, Реставраційної ради оо. студитів, автор багатьох наукових праць.
- кс. Каєтан Потоцький (1751—1814) — польський аристократ гербу Золота Пілява, релігійний діяч РКЦ. Брат-близнюк Павела Потоцького.
- кс. Павел Потоцький (1751—1818) — польський аристократ гербу Золота Пілява, релігійний та освітній діяч РКЦ. Брат-близнюк Каєтана Потоцького. Доктор обидвох прав.